# Voo Atlantic Airways 670
O voo 670 da Atlantic Airways foi um acidente após uma saída de pista de um British Aerospace 146-200A às 07:32 em 10 de outubro de 2006 no Aeroporto de Stord, Sørstokken, Noruega. Os spoilers da aeronave falharam em desdobrar, causando frenagem ineficiente. A aeronave da Atlantic Airways caiu do penhasco íngreme no final da pista em baixa velocidade e explodiu em chamas, matando quatro das dezesseis pessoas a bordo.

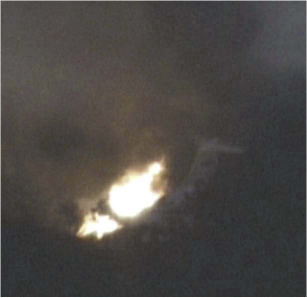
A aeronave envolvida no acidente apenas 21 segundos após sair da pista

O voo foi fretado por Aker Kværner do Aeroporto de Stavanger, Sola via Sørstokken para transportar seus funcionários de lá e Stord para o Aeroporto de Molde, Årø. Uma investigação foi realizada pelo Conselho de Investigação de Acidentes da Noruega (AIBN). Não foi possível encontrar a causa subjacente do mau funcionamento do spoiler. No entanto, constatou que, quando o capitão selecionou a frenagem de emergência, o sistema de frenagem antibloqueio foi desativado. Esta seleção fez com que os freios travassem completamente, resultando na reversão da hidroplanagem de borracha, uma condição na qual os pneus ficaram extremamente quentes devido às forças de atrito, e a água na superfície úmida da pista evaporou em vapor, efetivamente fazendo com que os pneus flutuassem sobre uma almofada de vapor sobre a superfície da pista, reduzindo bastante a ação de frenagem. Esta situação foi agravada com uma área mínima de segurança no final da pista e falta de ranhuras na superfície da pista.

## Aeronave

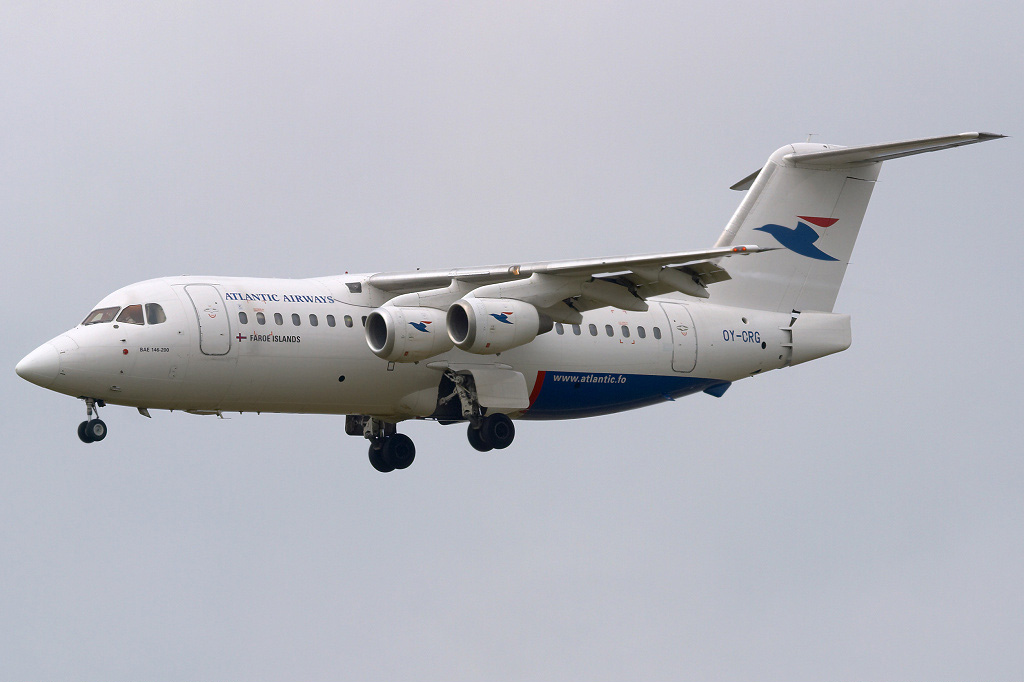
A aeronave envolvida no acidente, vista no Aeroporto de Copenhague em julho de 2004

A aeronave era uma British Aerospace 146-200 (BAe 146), número de série E2075, prefixo OY-CRG, voou pela primeira vez em 1987 e originalmente vendida para a Pacific Southwest Airlines, nos Estados Unidos. Seis meses depois, foi vendido para a Atlantic Airways como o primeiro desse tipo em sua frota. A última inspeção foi realizada em 25 de setembro de 2006, 2 semanas antes do acidente. No momento do acidente, a aeronave havia voado mais de 30.000 horas e cerca de 22.000 ciclos. 

## Na cultura popular
A história do acidente foi destaque no episódio "Edge of Disaster", um episódio da temporada 15 de Mayday e estreou em 10 de fevereiro de 2016 no National Geographic Channel.